# Bradninch
Bradninch è un paese di 1 916 abitanti della contea del Devon, in Inghilterra.